# Alternative Press Expo

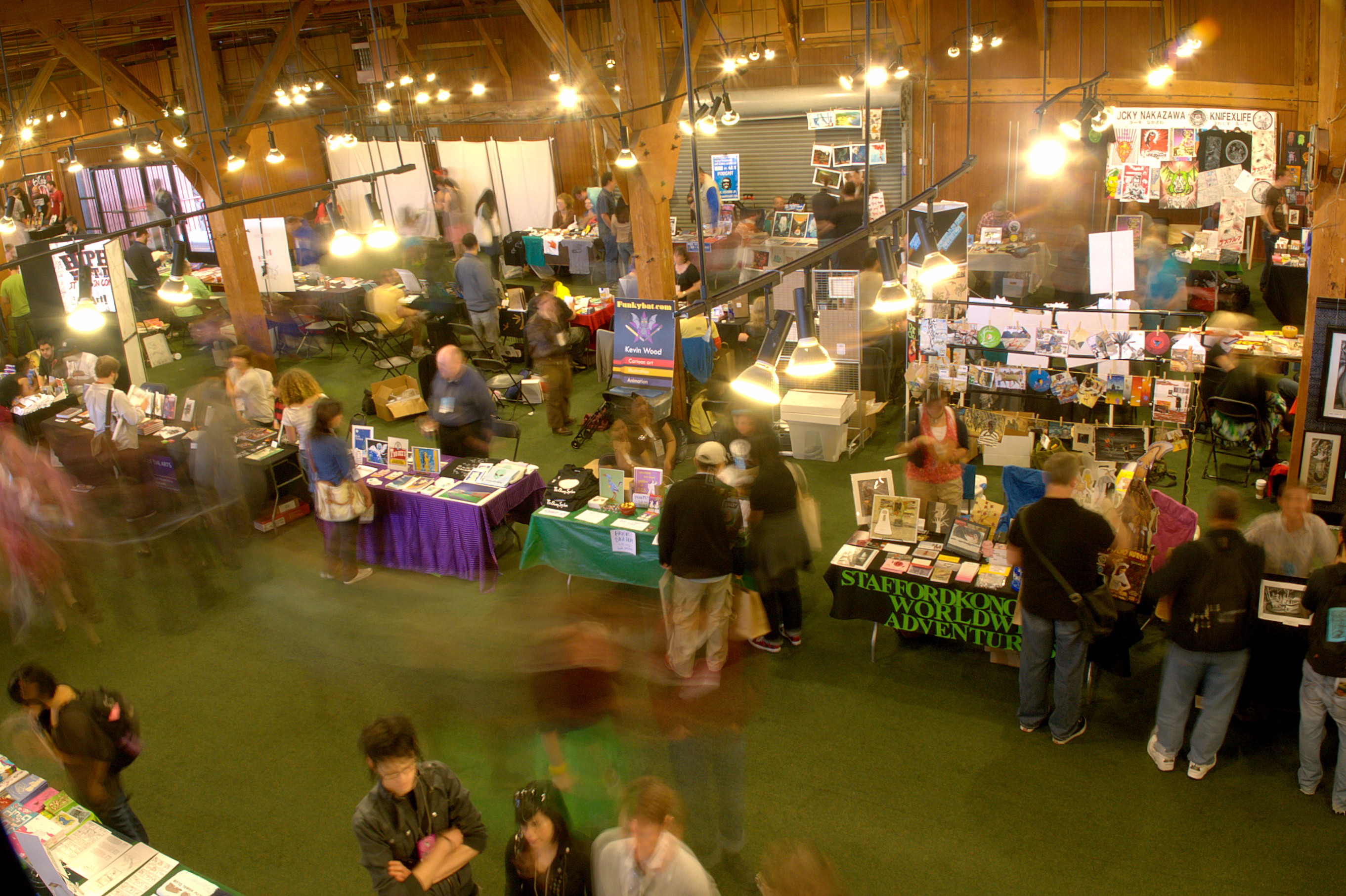
Stands lors de l'édition 2010 du festival.

L’Alternative Press Expo est un festival américain consacré à la bande dessinée alternative. Créé en 1994 à San Jose par Dan Vado, il a été repris par Comic-Con International dès l'année suivante et transféré à San Francisco en 2000. Il se tient en automne depuis 2008.